# Pian di Sco
Pian di Scò é uma comuna italiana da região da Toscana, província de Arezzo, com cerca de 5 441 habitantes. Estende-se por uma área de 18 km², tendo uma densidade populacional de 302 hab/km². Faz fronteira com Castelfranco di Sopra, Figline Valdarno (FI), Reggello (FI).